# Antoine Passy
Pour les articles homonymes, voir Passy.
Antoine Passy est un homme politique, géologue et botaniste français, né à Garches (actuel département des Hauts-de-Seine) le 23 avril 1792 et mort à Paris le 8 octobre 1873.

## Biographie
Issu d'une famille originaire de Gisors, fils de Louis-François Passy, ancien commis aux exercices de la recette générale de Soissons, puis receveur général du département de la Dyle (chef-lieu Bruxelles) sous le Premier Empire, et d'Hélène Pauline Jaquette d'Aure, Antoine Passy était le frère aîné d'Hippolyte Passy (1793-1880), économiste et homme politique, plusieurs fois ministre sous la monarchie de Juillet et la Deuxième République et le père de Louis Passy, archiviste paléographe et député de l'Eure de 1876 à 1889, ainsi que le gendre de Louis-Denis Péan de Saint-Gilles.

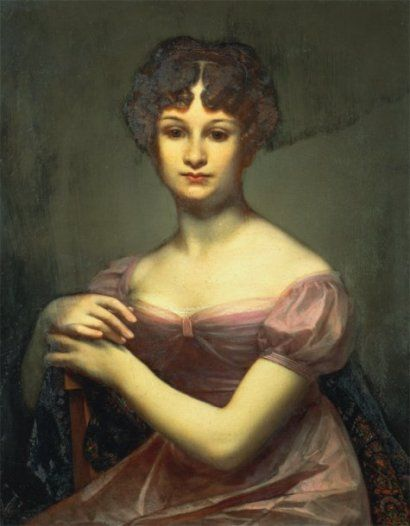
Mme Antoine Passy, née Péan de Saint-Gilles.

Secrétaire de son oncle, le comte d’Aure, ordonnateur en chef de l’armée de l’Elbe en 1813, il devient référendaire à la Cour des comptes sous la Restauration. Nommé préfet de l’Eure le 5 août 1830, il démissionne en 1837 pour se présenter à la députation. Il est élu le 4 novembre dans le 3e collège électoral de l'Eure (Les Andelys) (309 voix sur 374 votants et 515 inscrits), et réélu le 2 mars 1839 (351 voix sur 363 votants).
Nommé directeur de l'administration départementale et communale au ministère de l'Intérieur et conseiller d’État en service extraordinaire en 1839, il se représente devant ses électeurs qui le réélisent le 15 juin 1839 (273 voix sur 277 votants). Révoqué le 1er mars 1840, il est nommé sous-secrétaire d'État à l'intérieur le 4 novembre 1840 dans le troisième ministère Soult jusqu'au 19 septembre 1847. Ses électeurs de l'Eure lui renouvellent leur confiance les 12 décembre 1840 (239 voix sur 280 votants), 9 juillet 1842 (278 voix sur 480 votants et 594 inscrits contre 186 voix à M. de Montreuil) et 1er août 1846 (463 voix sur 611 votants et 686 inscrits). Il soutient le gouvernement et vote en faveur de la dotation du duc de Nemours, contre les incompatibilités, pour l'indemnisation de Pritchard. En 1845, il est à la tête de la commission chargée du télégraphe électrique puis dirige en 1849 une autre commission chargée de réorganiser le Muséum national d'histoire naturelle. En 1841, il devient conseiller général de l’Eure dont il démissionne en 1848.
Toute sa vie, il s’intéresse à la géologie et à la botanique. En 1814, il fait paraître une étude de la flore des environs de Bruxelles. Il réalise une Description géologique du département de la Seine-Inférieure, publiée en 1832 avec un Atlas. Après la révolution de 1848, il se retire de la vie publique et se consacre exclusivement à ses travaux scientifiques qui lui valent d'être élu en 1857 à l’Académie des sciences. Il participe en 1854 à la création de la Société botanique de France, dont il est le troisième président. Il est l'auteur d'une Carte géologique du département de l'Eure (1857).
Il préside en 1832, 1838 et 1851 la Société libre d'agriculture, sciences, arts et belles-lettres de l'Eure.

## Portrait par lesfrères Goncourt
« M. Antoine Passy est un homme froid, souriant mais ne riant pas. Il a, comme son frère (Hippolyte), une raillerie bonhomme. Il se raille des uns, des autres, des goûts de sa femme et de ses goûts. Esprit moins dilaté, moins étendu mais plus solide et plus assis. Homme de famille, sans grâce et sans abandon dans les rapports sociaux. Bridé, narquois, sachant se taire, causant peu et se sauvant du dé de la causerie. Fort épris, quoi qu’il dise, et fort engoué des sociétés agricoles et littéraires de province, des concours de bestiaux, y donnant son temps, son esprit et en occupant ses loisirs (géologiste, naturaliste, collectionneur de pierre et d’herbiers, traduisant de l’anglais, etc.). Anticatholique, mais moins abondant que son frère en sarcasmes sur ce point, moins bavard, sachant moins et mieux. »